# Morović
Morović (en serbe cyrillique : Моровић) est une localité de Serbie située dans la province autonome de Voïvodine. Elle fait partie de la municipalité de Šid dans le district de Syrmie (Srem). Au recensement de 2011, elle comptait 1 774 habitants.
Morović, officiellement classé parmi les villages de Serbie, est une communauté locale, c'est-à-dire une subdivision administrative, de la municipalité de Šid.

## Géographie

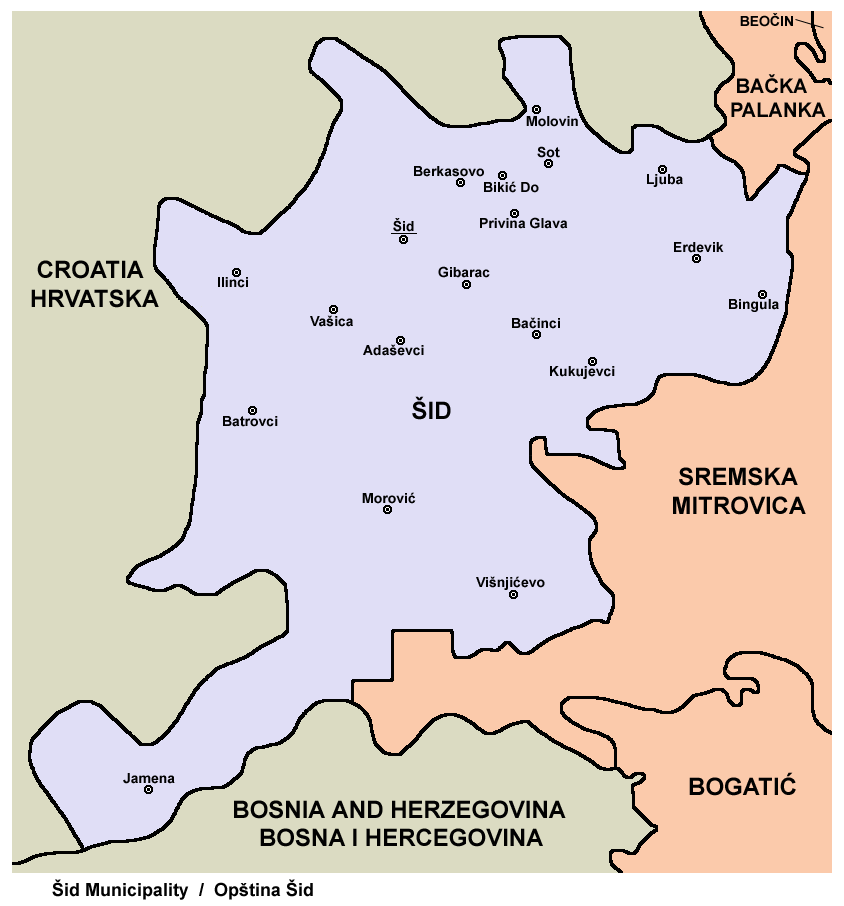
Localisation de Morović dans la municipalité de Šid

Morović se trouve dans la région de Syrmie, au pied du versant méridional de la Fruška gora. Le village est situé à 15 kilomètres de Šid, le centre administratif de la municipalité, au confluent du Bosut et de la Studva, à environ 5 kilomètres de l'autoroute Belgrade-Zagreb (route européenne E70). La forêt couvre environ 2 000 ha sur les 9 600 ha que compte le territoire du village.

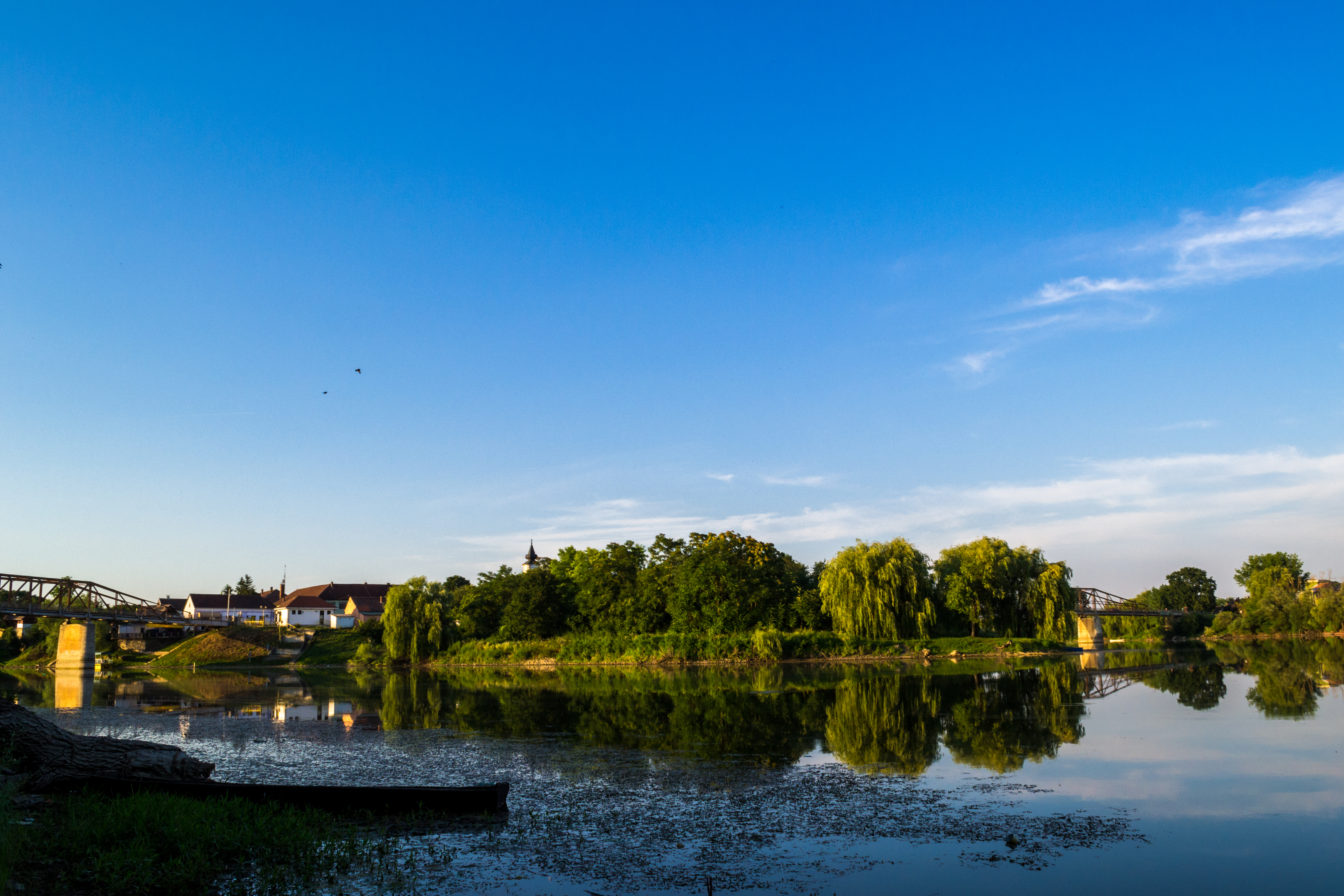
Le Bosut et la Studva à Morović

## Démographie

### Évolution historique de la population
| 1948  | 1953  | 1961  | 1971  | 1981  | 1991  | 2002  | 2011  |
| ----- | ----- | ----- | ----- | ----- | ----- | ----- | ----- |
| 1 503 | 1 876 | 2 110 | 2 292 | 2 196 | 2 105 | 2 164 | 1 774 |

|  |

### Données de 2002
Pyramide des âges (2002)
En 2002, l'âge moyen de la population était de 38,2 ans pour les hommes et 40,6 ans pour les femmes.
Répartition de la population par nationalités (2002)
En 2002, les Serbes représentaient 87,2 % de la population ; le village abritait également une minorité croate (8 %).

### Données de 2011
En 2011, l'âge moyen de la population était de 43,2 ans, 41,9 ans pour les hommes et 44,4 ans pour les femmes.

## Tourisme
À Morović se trouvent les vestiges d'une forteresse du XIVe siècle ainsi que deux églises classées : l'église catholique Sainte-Marie et l'église orthodoxe de la Mère-de-Dieu, bâtie en 1801. Tous ces édifices sont inscrits sur la liste des monuments culturels de grande importance de la République de Serbie.

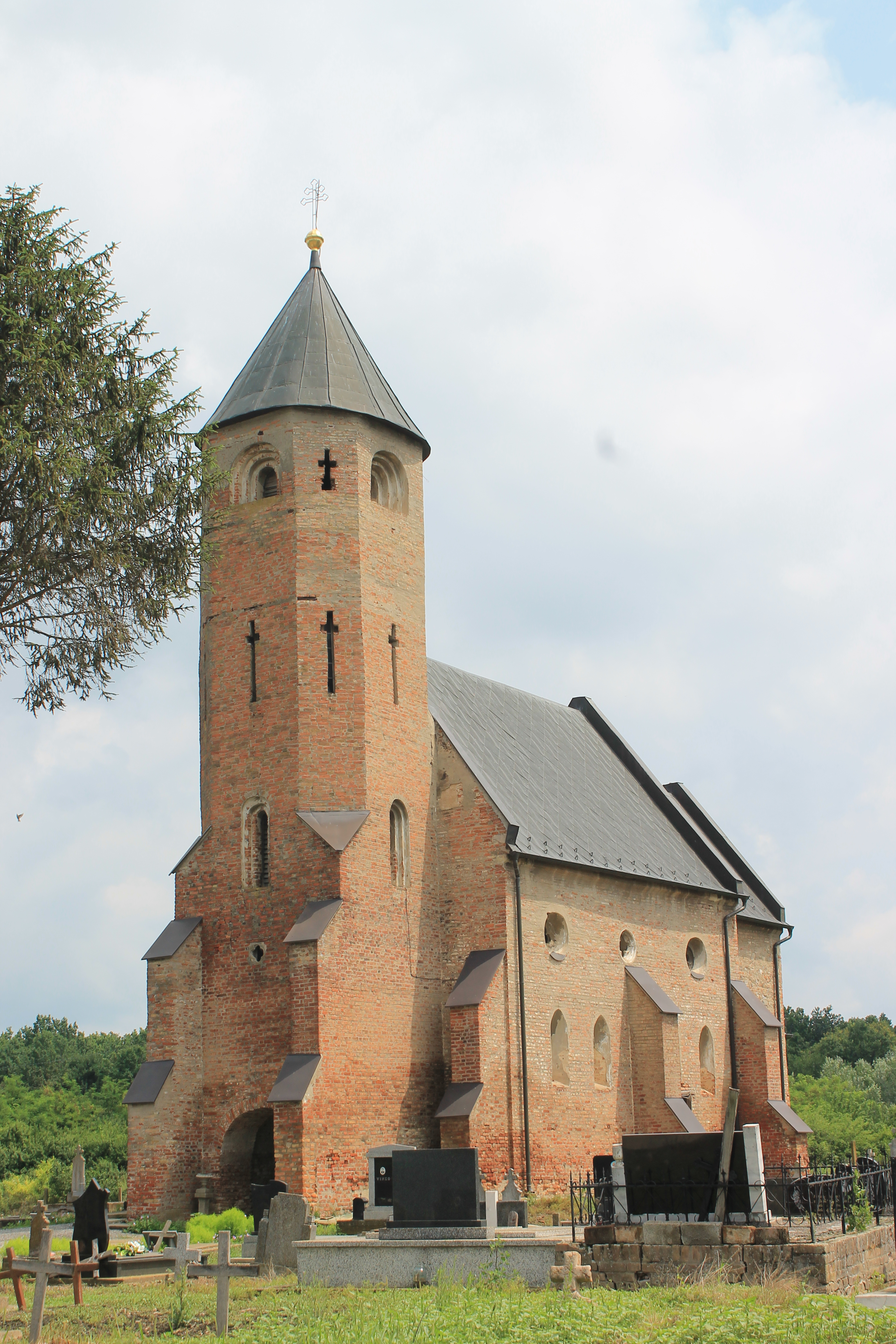
L'église catholique Sainte-Marie de Morović